# Instituto Ressoar
Instituto Ressoar (Instituto Record de Responsabilidade Social) é uma instituição de caridade fundada pela RecordTV, criada em 2005 e que tem por objetivo a promoção do desenvolvimento social, econômico e do combate à pobreza, bem como o exercício do voluntariado. Desde o dia 18 de agosto de 2011 o instituto tem uma nova presidente, Ionice Pereira da Cruz.

## Objetivos
A associação promove seus objetivos por meio da execução direta de projetos, programas ou planos de ações, doações de recursos físicos e financeiros, prestação de serviços intermediários de apoio a outras organizações sem fins lucrativos e a órgãos do setor público que atuam em áreas afins como:

### Recreação
Teatro, música, leitura de poemas e contos, eventos esportivos e culturais, gincanas, festas de confraternização, etc.

### Consciencialização
Campanhas, palestras, atividades informativas, campanhas de prevenção.

### Doações
Alimentos, móveis, equipamentos, roupas, utensílios em geral, etc.

## Projetos
- Ressoar nos Bairros
- Ressoar África 2010
- Bazar de Solidariedade
- Ceia de Natal
- Ressoar Solidário
- Casa do Fazer
- Conectado com o Mundo
- Ressoar Multimeios
- Ressoar Mega Show

## O programa

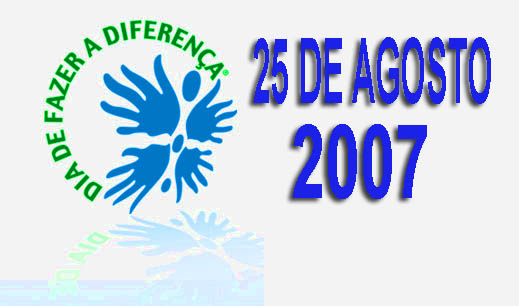
Logo do Programa Ressoar em 2007.

O programa Ressoar é uma revista eletrônica do Terceiro Setor, que trata de maneira direta questões como Responsabilidade Social, Cidadania, Meio Ambiente e Inclusão Social.
O programa Ressoar é apresentado por Renata Alves e vai ao ar na Record News todos os domingos, às 19 horas, com reprise aos sábados, às 14 horas.O programa é transmitido pela Record Europa, com novo formato e nome Ressoar Portugal.Não tem nada a ver com a brasileira, já que esta tem apresentadores nativos de Portugal.

## Reconstruindo Santa Catarina
No final de 2008, o estado de Santa Catarina passou por quase dois meses de chuvas incessantes, que provocaram enchentes e desabamentos. A tragédia deixou mais de 80 mil desabrigados em cerca de 60 cidades do estado. Os locais que mais sofreram foram Ilhota, Itajaí e Blumenau.
Sensibilizados pela situação da população catarinense, o Instituto Ressoar e a Rede Record lançaram a campanha "Reconstruindo Santa Catarina". Com abrangência nacional, a campanha tinha por objetivo angariar doações em dinheiro para a construção de casas populares para os desabrigados pelas chuvas. Além disso, a iniciativa também arrecadou alimentos não perecíveis, colchões, medicamentos e agasalhos como medidas emergenciais de atendimento à população.
Artistas, políticos e organizações aderiram à campanha "Reconstruindo Santa Catarina" e colaboraram com a divulgação do projeto e o estabelecimento de parcerias. A resposta da sociedade foi rápida e mostrou o grande espírito de solidariedade dos brasileiros. As doações chegaram a 10,5 milhões de reais, quantia suficiente para a construção de 700 casas populares.
As casas doadas custam 15 mil reais cada uma. São construções populares, pré-moldadas, feitas em madeira e têm entre 30 e 36 metros quadrados. A realização das obras ficou a cargo de construtoras escolhidas por meio de licitações públicas. As famílias receberam a moradia com itens básicos, como pia de cozinha, banheiro com vaso sanitário e tanque na lavanderia. Além disso, muitos parceiros acabaram aderindo à campanha e colaboraram doando às famílias móveis e objetos de decoração.